# Cozuelos de Fuentidueña
Cozuelos de Fuentidueña es un municipio y localidad española de la provincia de Segovia, en la comunidad autónoma de Castilla y León. Cuenta con una población de 105 habitantes (INE 2024).

## Geografía

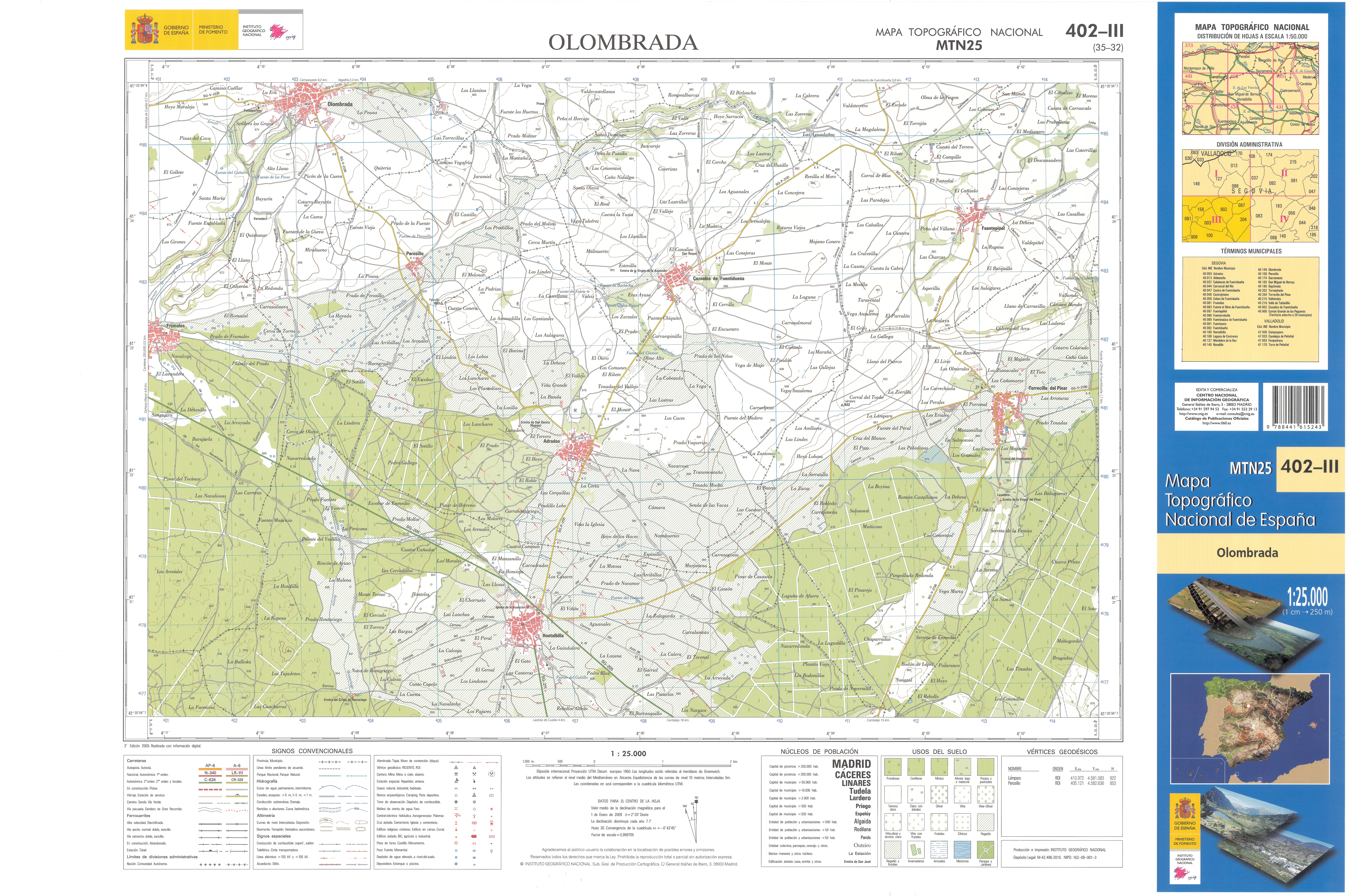
Fragmento de la hoja 402 del Mapa Topográfico Nacional de España de 2009 en el que se representa Cozuelos de Fuentidueña

La localidad de Cozuelos de Fuentidueña se encuentra situada en la zona central de la península ibérica, en el extremo norte de la provincia de Segovia, tiene una superficie de 15,24 km², y sus coordenadas son 41°23′29″N 4°05′44″O / 41.39139, -4.09556.
| Noroeste: Vegafría | Norte: Fuentesaúco de Fuentidueña | Noreste: Fuentesaúco de Fuentidueña |
| Oeste: Perosillo   |                                   | Este: Fuentepiñel                   |
| Suroeste: Adrados  | Sur: Adrados                      | Sureste: Torrecilla del Pinar       |

### Clima
El clima de Cozuelos de Fuentidueña es mediterráneo continentalizado, como consecuencia de la elevada altitud y su alejamiento de la costa, sus principales características son:
- La temperatura media anual es de 11,40 °C con una importante oscilación térmica entre el día y la noche que puede superar los 20 °C. Los inviernos son largos y fríos, con frecuentes nieblas y heladas, mientras que los veranos son cortos y calurosos, con máximas en torno a los 30 °C, pero mínimas frescas, superando ligeramente los 13 °C.

- Las precipitaciones anuales son escasas (529,80mm) pero se distribuyen de manera relativamente equilibrada a lo largo del año excepto en el verano que es la estación más seca (72,80mm). Las montañas que delimitan la meseta retienen los vientos y las lluvias, excepto por el Oeste, donde la ausencia de grandes montañas abre un pasillo al Océano Atlántico por el que penetran la mayoría de las precipitaciones que llegan a Cozuelos de Fuentidueña.

| Precipitaciones por estación (mm) |        |        |          |        |
| Primavera                         | Verano | Otoño  | Invierno | TOTAL  |
| 153,50                            | 72,80  | 149,40 | 153,90   | 529,80 |

En la Clasificación climática de Köppen se corresponde con un clima Csb (oceánico mediterráneo), una transición entre el Csa (mediterráneo) y el Cfb (oceánico) producto de la altitud. A diferencia del mediterráneo presenta un verano más suave, pero al contrario que en el oceánico hay una estación seca en los meses más cálidos.
| Parámetros climáticos promedio de Hontalbilla 1961-2003                                                                           | Parámetros climáticos promedio de Hontalbilla 1961-2003 | Parámetros climáticos promedio de Hontalbilla 1961-2003 | Parámetros climáticos promedio de Hontalbilla 1961-2003 | Parámetros climáticos promedio de Hontalbilla 1961-2003 | Parámetros climáticos promedio de Hontalbilla 1961-2003 | Parámetros climáticos promedio de Hontalbilla 1961-2003 | Parámetros climáticos promedio de Hontalbilla 1961-2003 | Parámetros climáticos promedio de Hontalbilla 1961-2003 | Parámetros climáticos promedio de Hontalbilla 1961-2003 | Parámetros climáticos promedio de Hontalbilla 1961-2003 | Parámetros climáticos promedio de Hontalbilla 1961-2003 | Parámetros climáticos promedio de Hontalbilla 1961-2003 | Parámetros climáticos promedio de Hontalbilla 1961-2003 |
| Mes | Ene.                                                    | Feb.                                                    | Mar.                                                    | Abr.                                                    | May.                                                    | Jun.                                                    | Jul.                                                    | Ago.                                                    | Sep.                                                    | Oct.                                                    | Nov.                                                    | Dic.                                                    | Anual                                                   |
| --- | ------------------------------------------------------- | ------------------------------------------------------- | ------------------------------------------------------- | ------------------------------------------------------- | ------------------------------------------------------- | ------------------------------------------------------- | ------------------------------------------------------- | ------------------------------------------------------- | ------------------------------------------------------- | ------------------------------------------------------- | ------------------------------------------------------- | ------------------------------------------------------- | ------------------------------------------------------- |
| Precipitación total (mm) | 53.10                                                   | 47.70                                                   | 39.70                                                   | 54.50                                                   | 59.30                                                   | 37.90                                                   | 18.80                                                   | 16.10                                                   | 35.60                                                   | 57.80                                                   | 56.00                                                   | 53.10                                                   | 529.80                                                  |
| Fuente: Ministerio de Agricultura, Alimentación y Medio Ambiente. Datos de precipitación para el periodo 1961-2003 en Hontalbilla |                                                         |                                                         |                                                         |                                                         |                                                         |                                                         |                                                         |                                                         |                                                         |                                                         |                                                         |                                                         |                                                         |

El siguiente  anexo muestra los datos de precipitación en el periodo 1995-2014 en Cozuelos de Fuentidueña.

## Historia
La historia del municipio está ligada a la de la Comunidad de Villa y Tierra de Fuentidueña, a la cual perteneció desde el siglo XIII, en que aparece citado por primera vez (1247) con el nombre de Coçuelos, topónimo que significa lugar pedregoso, derivado del latín cos y -tis (pedernal).
A mediados del siglo XIX, con las nuevas leyes y decretos que suprimieron las juntas y gobiernos de las Comunidades de Villa y Tierra medievales, el municipio pasó a denominarse Cozuelos de Fuentidueña, nombre con el que ya constaba en 1845 y en el censo de 1910.
En el Diccionario geográfico-estadístico-histórico de España y sus posesiones de Ultramar de Pascual Madoz se advierte que en el siglo XIX el municipio estaba distribuido en cuatro calles y una plaza, y el casco urbano estaba compuesto por 60 viviendas. La misma obra aporta la existencia de ayuntamiento, en cuyo edificio también radicaban la cárcel y la escuela de instrucción primera para ambos sexos, a la que asistían 25 alumnos. En aquellos años, como la mayor parte de municipios de Castilla y León, se dedicaba a la agricultura, cultivándose trigo, cebada, centeno, avena, garbanzos, muelas, rubia y cáñamo, y también a la ganadería, destacando el ganado lanar, vacuno y caballar, y disponía de una población de 61 vecinos.
En 1969 el municipio se agregó al de Fuentesaúco de Fuentidueña. La decisión no fue aceptada por la población, produciéndose reuniones y manifestaciones de protesta, que adquieron tal cariz, que se desplegaron fuerzas de la Guardia Civil para controlar la situación. En 1972, se constituye como Entidad Local Menor del citado municipio. Posteriormente, el 1 de octubre de 1982, vuelve a constituirse como municipio independiente.

## Geografía humana

### Demografía
Cuenta con una población de 105 habitantes (INE 2024).

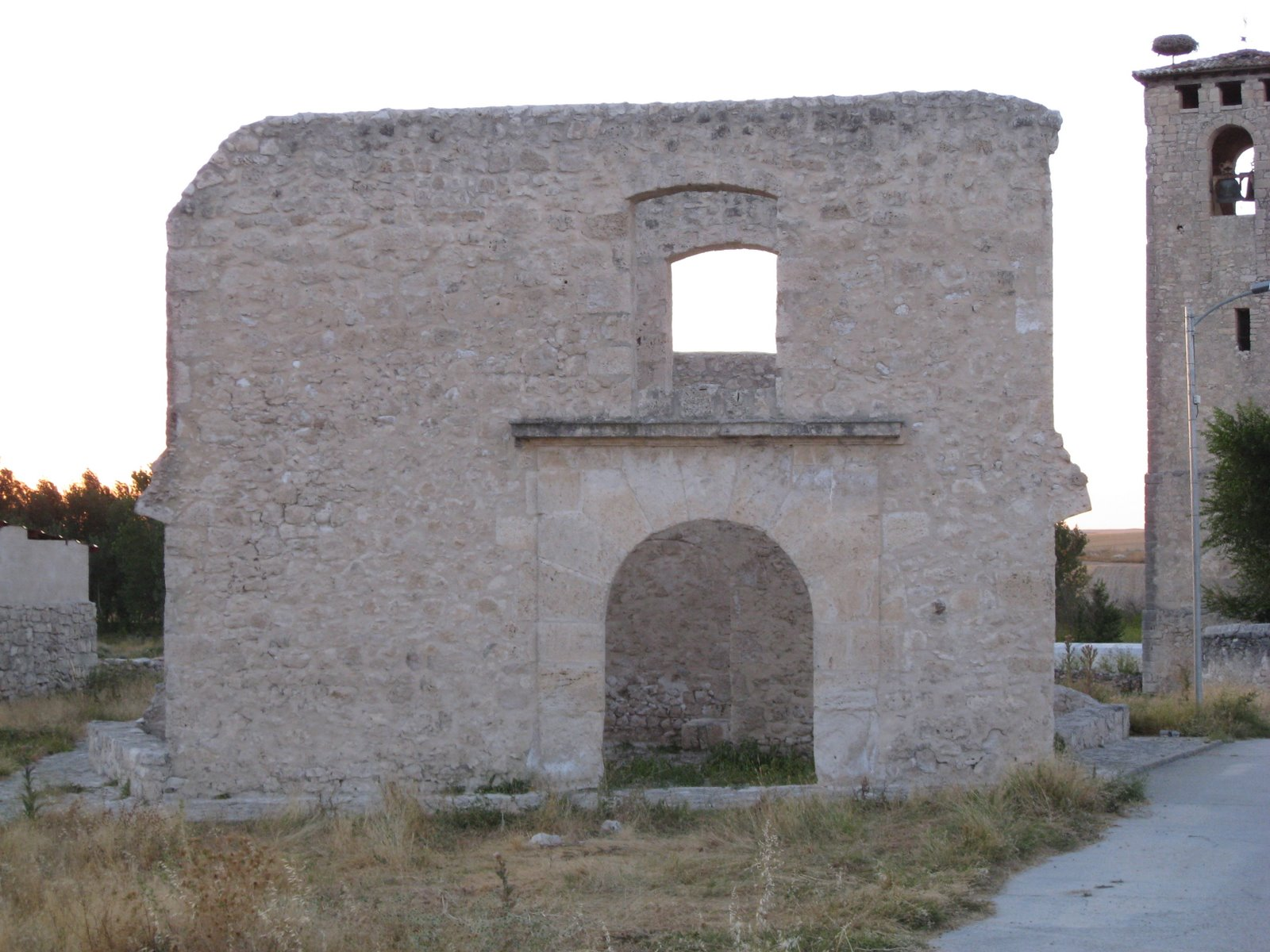
Casa Grande

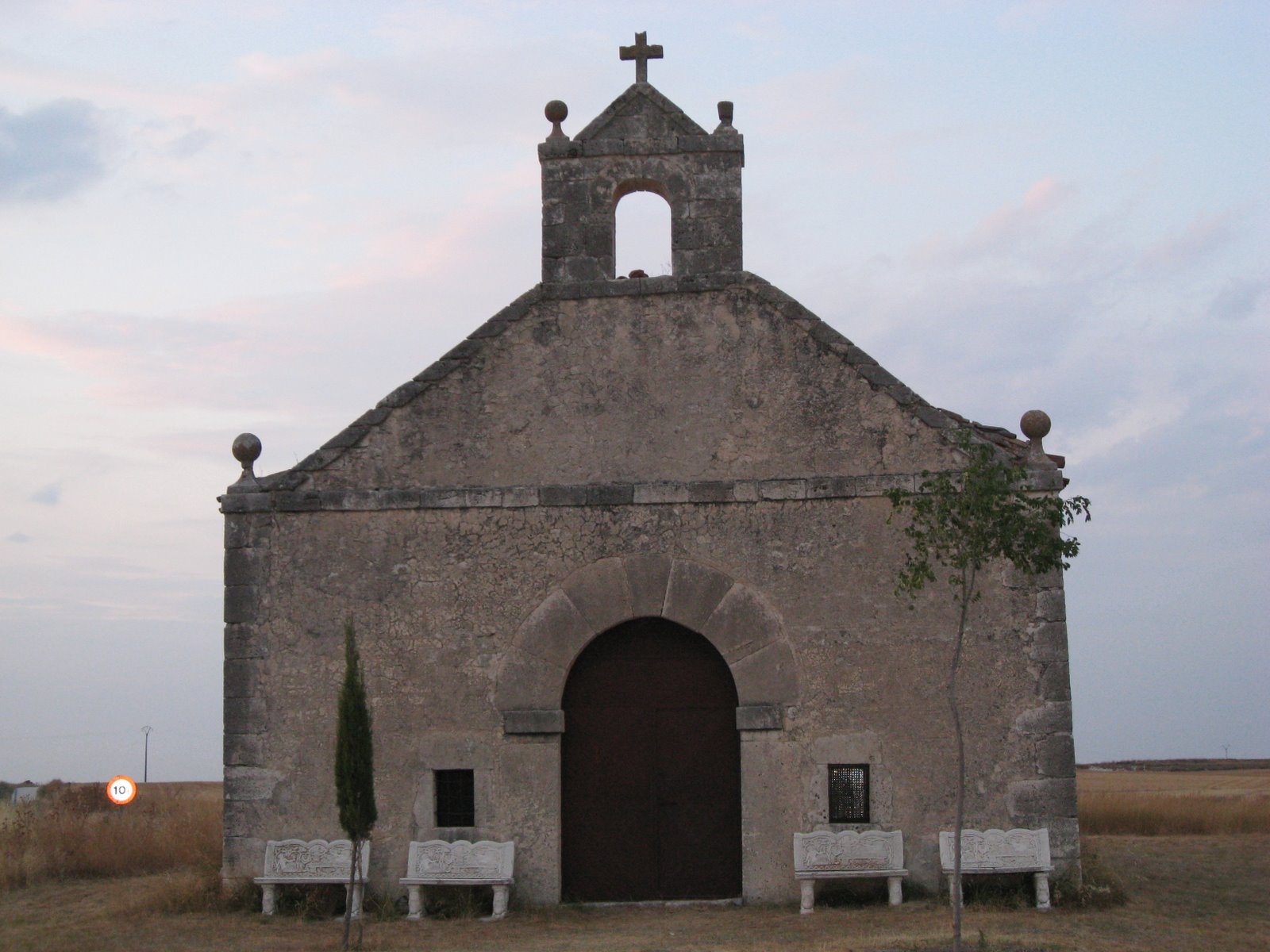
Ermita de San Roque

| Gráfica de evolución demográfica de Cozuelos de Fuentidueña entre 1991 y 2021 |
| |
| Población de derecho según los censos de población del INE Población de hecho según los censos de población del INEEntre el censo de 1991 y el anterior, aparece este municipio porque se segrega del municipio 40089 (Fuentesaúco de Fuentidueña)- Ver en 508 datos anteriores a 1970 |

| Gráfica de evolución demográfica de Cozuelos de Fuentidueña entre 1842 y 1960 |
| |
| Población de derecho según los censos de población del INE Población de hecho según los censos de población del INEEn estos censos se denominaba Cozuelos: 1842, 1857, 1860, 1877, 1887, 1897 y 1900 Entre el censo de 1970 y el anterior, este municipio desaparece porque se integra en el municipio 40089 (Fuentesaúco de Fuentidueña)- Reaparece en 1991 recibiendo oficialmente el Código 902 |

## Símbolos
El escudo heráldico y la bandera que representan al municipio fueron aprobados oficialmente el 13 de noviembre de 2005. El escudo se blasona de la siguiente manera: 

«Escudo medio partido y cortado. 1.º de plata, pino arrancado de sinople. 2.º de azur, estrella de doce puntas de plata. 3.º de sinople, oveja de plata, acompañada a la diestra de haz de tres espigas y a la siniestra de rama de  rubia, ambas de oro. Al timbre Corona Real cerrada de España.»
Boletín Oficial de Castilla y León nº 36/2006 de 21 de febrero de 2006

La descripción textual de la bandera es la siguiente:

«Bandera rectangular de proporciones 2:3, formada por dos franjas verticales iguales, rojo al asta y blanco al batiente, con un pino arrancado del uno al otro.»
Boletín Oficial de Castilla y León nº 36/2006 de 21 de febrero de 2006

## Administración y política
| Periodo   | Nombre                                                                                        | Partido   |
| --------- | --------------------------------------------------------------------------------------------- | --------- |
| 1979-1983 | Ladislao Cantalejo Mate                                                                       | A.E.      |
| 1983-1987 | Ladislao Cantalejo Mate                                                                       | AP-PDP-UL |
| 1987-1991 | José Antonio García Sombrero                                                                  | PP        |
| 1991-1995 | José Antonio García Sombrero                                                                  | PP        |
| 1995-1999 | José Antonio García Sombrero                                                                  | PP        |
| 1999-2003 | Francisco Javier García Sanz                                                                  | PP        |
| 2003-2007 | Francisco Javier García Sanz                                                                  | PP        |
| 2007-2011 | Francisco Javier García Sanz                                                                  | PP        |
| 2011-2015 | Jesús Salvador Arévalo Soto                                                                   | PP        |
| 2015-2019 | Jesús Salvador Arévalo Soto                                                                   | PP        |
| 2019-2023 | Jesús Salvador Arévalo Soto (2019 - 15 dic 2019 †) Vicente Bayón Velasco (15 dic 2019 - 2023) | PP        |
| 2023-act. | Vicente Bayón Velasco                                                                         | PP        |

## Cultura

### Patrimonio

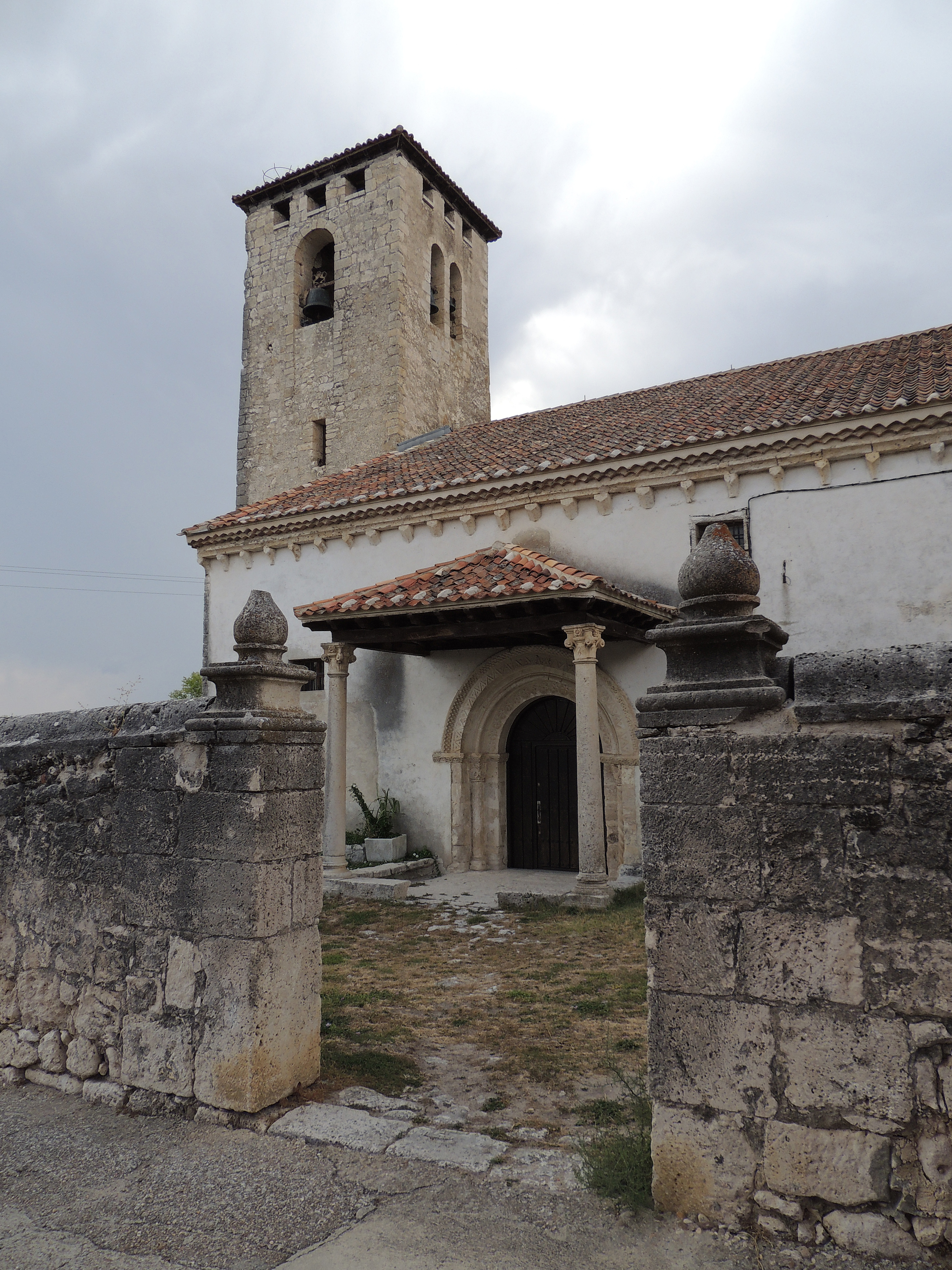
Iglesia de Nuestra Señora de la Asunción

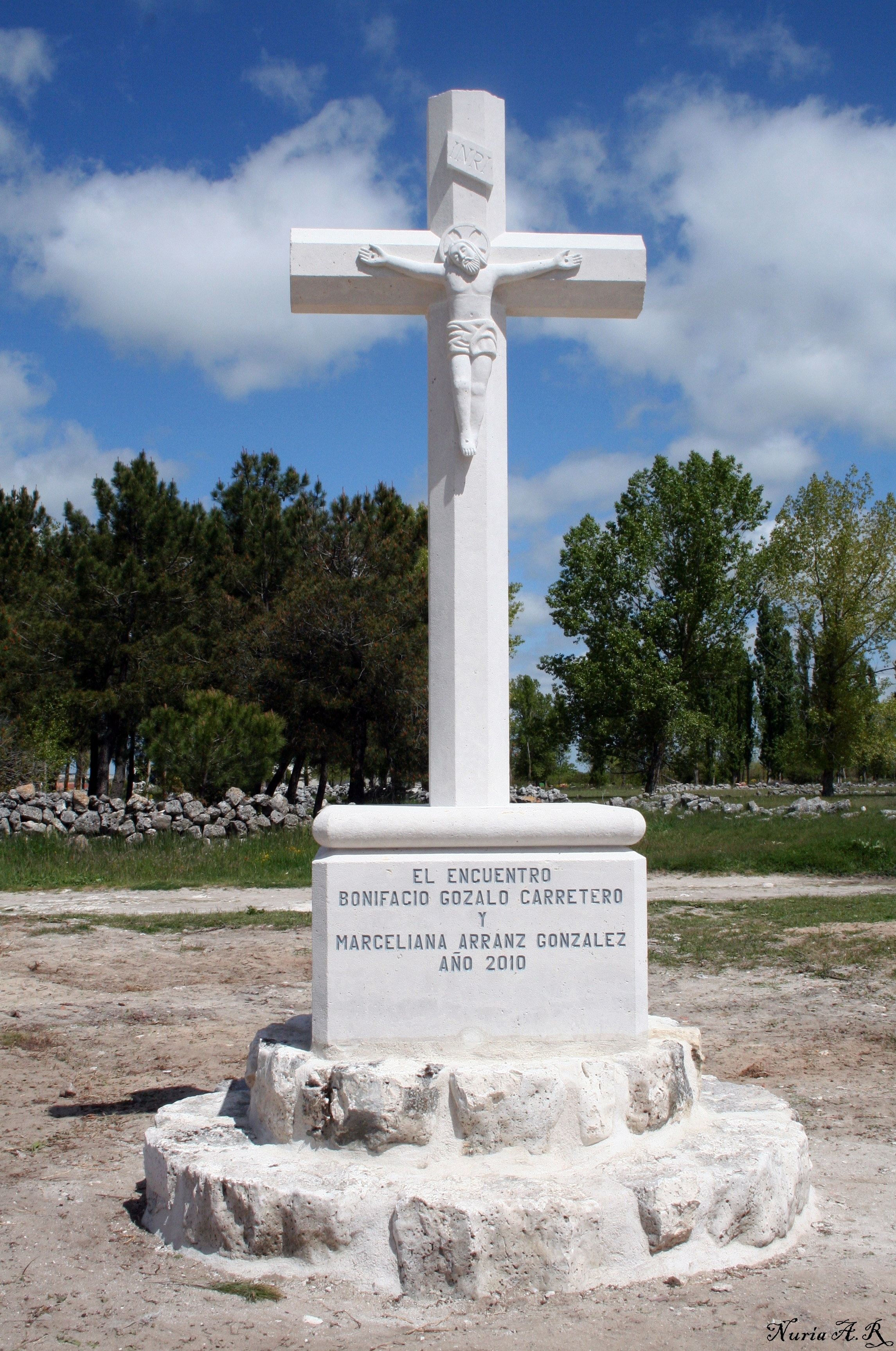
Cruz del Encuentro

- Iglesia de Nuestra Señora de la Asunción. Consta de tres naves, cabecera recta románica, sacristía, capilla lateral y una torre, esbelta y austera, que se levanta a los pies de la nave.

Por la decoración de la portada y del arco triunfal el maestro que hizo la iglesia románica podía haber trabajado antes en la de San Miguel de Fuentidueña. En la capilla lateral se conserva un retablo clasicista hecho en 1544 y dorado en 1769. Las tablas son obras destacadas del Maestro de Duruelo, quien para pintar a San Bartolomé se inspiró en un personaje de la Capilla Sixtina de Miguel Ángel.
El coro también es una pieza excepcional. La balaustrada y el sotocoro (parte baja del coro) con su magnífico artesonado mudéjar están decorados con motivos vegetales enmarcados por exuberantes tracerías, lacerías, flores y mocárabes.
En el interior encontramos numerosos altares barrocos, resaltando el retablo del altar mayor, donde se encuentra la Virgen de la Asunción, en una hornacina hueca para poder verla desde el camarín (capilla pequeña colocada algo detrás de un altar y en la cual se venera alguna imagen), situado en el trasaltar (Sitio que en las iglesias está detrás del altar).
- Cruz del encuentro (2010). Cruz de piedra blanca caliza situada en la proximidad del casco urbano. Donación de un matrimonio cozuelano para la recuperación del paraje conocido como el Encuentro.
- Casa Grande del Mayorazgo. Próximas a la iglesia parroquial se localizan las ruinas consolidadas de un palacio del siglo XVI conocido por este nombre.
- Ermita de San Roque (siglo XVII), situada a las afueras de la población en la que se reza la novena al santo.
- Viacrucis: existe un viacrucis de piedra completo en el que se rezan los misterios el día de Viernes Santo. Además, también se localiza la denominada Cruz de Olivares.

### Fiestas patronales
- Nuestra Señora de la Asunción y San Roque (15 y 16 de agosto).
- La Minerva el último fin de semana de junio. Se trata de las fiestas grandes de la localidad. El origen de la fiesta está en relación con la cofradía del Santísimo Sacramento de Cozuelos de Fuentidueña, de la que sabemos que fue fundada con anterioridad a 1708.
- San Isidro Labrador (15 de mayo).

Además, el primer fin de semana de agosto, sus habitantes, bajo el patrocinio y fomento de la Asociación Cultural Hermano José Sebastián, celebran las fiestas pequeñas.